# プレシードジャパン
プレシードジャパン株式会社（英語: Preseed Japan Corporation）は、日本の音響機器メーカー、輸入代理店。本社は、東京都渋谷区千駄ヶ谷に所在する。
AVIOT（アビオット）のブランド名で、イヤフォン・ヘッドフォン、ポータブル電源を開発・製造している。2025年には、電動キックボード（特定小型原動機付自転車）分野にも進出した。

## 概要・歴史
2024年現在は、主にイヤフォン・ヘッドフォンの開発、製造を行っている。この他に、ケンブリッジ・オーディオ・インターナショナル（英語: Cambridge Audio International）の輸入代理業務も担う。
2014年1月に設立。設立時の商号は、バリュートレード株式会社で、当初は輸入代理店事業を行っていた。本社は東京都豊島区東池袋にあった。2016年4月からオーディオ機器・ワイヤレスイヤホンの輸入業務を開始。同年9月にアメリカのエラート（ERATO）製品の日本での独占販売権を獲得したことで、日本国内では初めてとなる完全ワイヤレスイヤホンを日本で流通させた。オーディオ機器の代理店業務は、元々オーディオ機器製造への業態変更を意図しており、新興企業の足場固めとして、オーディオ機器の代理店業務を採ったという。2017年10月に本社を南池袋に移転した。
2018年10月に、自社ブランドとしてAVIOT（アビオット）を設立、初となる完全ワイヤレスイヤホンを発売する。 
2019年2月に、社名をプレシードジャパン株式会社に変更。同年12月に登記された。同月には本社を渋谷区千駄ヶ谷に移す。2020年12月には、株式会社MYSソリューションとSamurai Ears合同会社を吸収合併した。2022年4月に本社を千駄ヶ谷内で移転した。

## AVIOT
AVIOT（アビオット）は、プレシードジャパンの自社ブランド。2018年設立。設立から音響機器に用いられているが、2023年からは音響機器に留まらない電気製品へとブランドの範囲を拡大している。2025年には、電動キックボード（特定小型原動機付自転車）分野にもブランド範囲を更に拡大した。
AVIOTの名前は、「Audio-Visual・Internet Of Things」の頭文字を採って名づけられた。その後、ブランドを拡大した2023年からは、「A Visionary Innovation On Technology」の意味を込めている。
ブランドコンセプトとして、「JAPAN TUNED」を標榜している。
現役の音楽家をはじめとしたコラボレーションを積極的に行っており、ピエール中野（凛として時雨）チューニングモデルをはじめとして多くのコラボレーション商品をラインナップしている。多くのコラボレーションを行っている理由について、音響工学に基づいて製品を製作するだけでなく、音響工学の理論の先にアーティストの世界観に沿った音に細かなチューニングが必要であり、アーティストが本当に表現したい音になっているかを突き詰めているためとしている。
特に、ピエール中野はブランド設立当初からイヤホン製作にかかわっており、2024年時点でイヤホン8モデル、ヘッドフォン2モデルが発売している。

### 製品種別
- ワイヤレスイヤホン
- ワイヤレスヘッドフォン
- ポータブル電源
- 電動キックボード（特定小型原動機付自転車）

### コラボレーション

#### イヤホン・ヘッドフォン
- ピエール中野（凛として時雨）
- N/A
- アイナ・ジ・エンド
- 魔王2099
- アズールレーン
- ハローキティ
- ローレン・イロアス
- A&G NEXT STEP HOOOOPE!
- 仮面ライダーW/松岡充
- i☆Ris/YUSUKE NAKANO
- Nachoneko
- 渡会雲雀
- OVERLORD/Tom-H@ck
- 銀魂/Audio Highs
- Myth
- イブラヒム
- 喜多村英梨
- 範馬刃牙
- 壱百満天原サロメ
- 不破湊
- グリッドマン ユニバース/オーイシマサヨシ/内田真礼
- しぐれうい
- なかやまきんに君
- この素晴らしい世界に祝福を!/穴井健太郎
- アイドルマスター シャイニーカラーズ/大西克巳/本多友紀
- 葬送のフリーレン/Evan Call
- MILGRAM/DECO*27
- 仮面ライダー555/ISSA/半田健人
- ソードアート・オンライン
- 鈴木愛奈
- 雫るる
- コードギアス 反逆のルルーシュ
- ガールズ&パンツァー
- 〈物語〉シリーズ/神前暁
- 佐藤優樹
- マクロスFlontier
- マクロスΔ
- Kiramune
- 僕のヒーローアカデミア
- スーパー戦隊シリーズ
- 木村カエラ
- 石野卓球
- ゲスの極み乙女。
- ヤバイTシャツ屋さん
- モンスターストライク
- Hyde
- 豊崎愛生
- ウルトラマンZ/遠藤正明
- BUSTAFELLOWS/KENN
- ホロライブEnglish -Advent-
- 【推しの子】/伊賀拓郎
- 薬屋のひとりごと
- ハイキュー!!
- アイカツ!/石濱翔
- 学園アイドルマスター/佐藤貴文
- KizunaAI
- 新テニスの王子様/UZA
- あおぎり高校
- らんま1/2/和田薫

#### 電動キックボード
- 河森正治